# Illtal
Illtal é uma comuna francesa na região administrativa do Grande Leste, no departamento do Alto Reno. Estende-se por uma área de 11.96 km², e possui 1.370 habitantes, segundo o censo de 2018, com uma densidade de 110 hab/km².
Foi criada, em 1 de janeiro de 2016, a partir da fusão das antigas comunas de Oberdorf, Grentzingen e Henflingen.